# Robert William Chambers
Robert William Chambers (26. května 1865, New York – 16. prosince 1933, tamtéž) byl americký malíř a spisovatel známý především díky své sbírce mysteriózních hororových a dekadentních povídek The King in Yellow (1895, Král ve žlutém).

## Život
Robert William Chambers se narodil roku 1865 v Brooklynu v rodině proslulého právníka. Po matce byl přímým potomkem zakladatele státu Rhode Island novoanglického protestantského duchovního Rogera Williamse. Nejprve studoval na brooklynské polytechnice, ale začal se více zajímat o malířství. V letech 1886–1893 proto studoval na Škole výtvarných umění (École des Beaux-Arts) a na Julianově akademii (Académie Julian) v Paříži. Seznámil se zde s moderními uměleckými směry (symbolismus a secese), pohyboval se mezi tamější bohémou a jeho práce byly roku 1899 vystaveny v Pařížském salónu (Salon de Paris). Po studiích se ale vrátil domů a začal malovat ilustrace pro různé časopisy (například pro Life a Vogue).

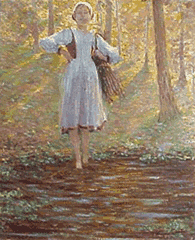
Chambersův obraz z roku 1893.

Pak se zcela nečekaně začal věnovat literatuře. První knihu In the Quarter (Ve čtvrti), obsahující jeho vzpomínky na pařížská studia, vydal bez valného ohlasu roku 1894. Velkou a stále trvající pozornost mu ale přinesla jeho druhá kniha, sbírka mysteriózních hororových a dekadentních povídek The King in Yellow (1895, Král ve žlutém). V této a v dalších podobných povídkových sbírkách navázal na Edgara Allana Poea a Ambrose Bierceho a ovlivnil jimi Howarda Phillipse Lovecrafta, který jej považoval za jednoho z předchůdců jeho Mýtu Cthulhu a žánru weird fiction.
Většinu Chambersova díla (kolem osmdesáti svazků) však tvoří populární dobrodružné, historické, milostné, detektivní a špionážní příběhy, díky kterým se brzy vypracoval na jednoho z komerčně nejúspěšnějších amerických spisovatelů. Vedle desítek románů a povídek napsal i několik básnických sbírek, divadelních her a mnoho novinových článků.

## Výběrová bibliografie

### Romány a povídkové sbírky

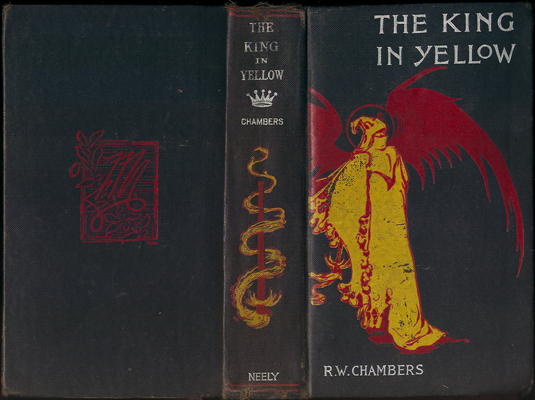
První vydání knihy Král ve žlutém z roku 1895.

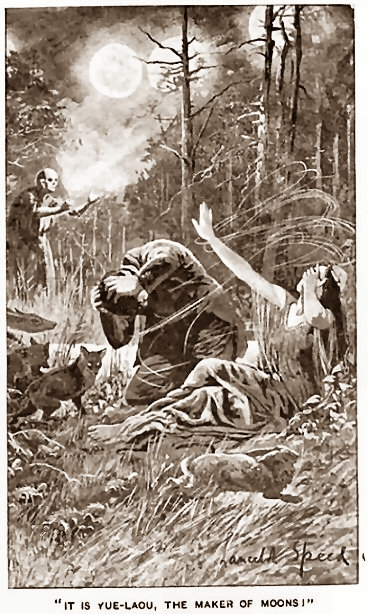
Ilustrace k povídce Tvůrce měsíců z roku 1902.

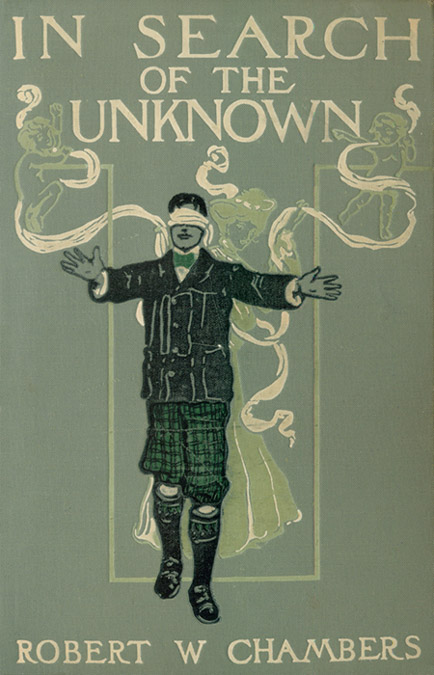
První vydání románu Hledání neznámého z roku 1904.

- In the Quarter (1894, Ve čtvrti), autorovy vzpomínky na jeho pařížská studia inspirovaný knihou Ze života pařížšké bohémy Henriho Murgera.[3]
- The King in Yellow (1895, Král ve žlutém), sbírka deseti povídek, autorovo nejslavnější dílo.[1] První čtyři (hororové) povídky – The Repairer of Reputations (Nápravce reputací), Mask (Maska), In the Court of the Dragon (Ve Dračím dvorci) a The Yellow Sign (Žluté znamení) - jsou spojeny s názvem sbírky, Demoiselle d´Ys je fantaskní příběh s duchařským motivem a The Prophets' Paradise (Ráj proroků) je sledem tajemných básní v próze. Závěrečné čtyři dekadentní povídky pojmenované podle ulic v pařížské Latinské čtvrti – The Street of the Four Winds (Ulice Čtvera světových stran), The Street of the First Shell (Ulice u První střely), The Street of Our Lady of the Fields (Ulice Panny Marie v Polích) a Rue Barrée – navazují na Chambersův vzpomínkový knižní debut Ve čtvrti a zachycují bohémský život (jedná se o nejslabší povídky celé sbírky).[3]
- The Red Republic (1895, Rudá republika), romance z doby Pařížské komuny.
- The Maker of Moons (1896, Tvůrce měsíců), sbírka osmi povídek The Maker of Moons (Tvůrce měsíců), Silent Land (Tichá země), Black Water (Černá voda), In The Name Of The Most High (Ve jménu Nejvyššího), Boy's Sister (Chlapcova sestra), Tle Crime (Zločin), A Pleasant Evening (Příjemný večer) a The Man At The Next Table (Muž u vedlejšího stolu). První tři povídky tvoří triptych spojený snící ženou jménem Ysonde. Titulní povídka patří k nejlepším autorovým fantaskním příběhům, povídka Tichá země pak rozvíjí mýtus Krále ve žlutém.
- The Mystery of Choice (1897, Tajemství volby), šest fantaskních a strašidelných povídek, které bývají některými experty považovány za lepší než povídky z Krále ve žlutém. Jde zejména o příběhy The Purple Emperor (Purpurový císař), The Messenger (Posel) a A Matter of Interest (Věc zájmu).[2][3]
- Lorraine (1898).
- Ashes of Empire (1898, Popel říše).
- The Conspirators (1899, Spiklenci).
- The Cambric Mask (1899).
- Cardigan (1901), příběh z doby Americké válka za nezávislost.
- The Maid-at-Arms (1902), pokračování románu Cardigan.
- In Search of the Unknown (1904, Hledání neznámého), fantastický román.
- The Reckoning (1905, Odplata), pokračování románu The Maid-at-Arms.
- The Tracer of Lost Persons (1906, Stopař ztracených)
- The Fighting Chance (1906).
- The Tree of Heaven (1907, Nebeský strom), fantastické povídky.
- The Firing Line (1908).
- The Danger Mark (1909).
- The Common Law (1911).
- The Streets of Ascalon (1912, Ulice Ascalonu).
- The Business of Life (1913).
- Between Friends (1914, Mezi přáteli).
- Anne's Bridge (1914, Anin most)
- The Hidden Children (1914), pokračování románu The Reckoning.
- Athalie (1915).
- Police!!! (1915, Policie!!!), příběh navazující na Hledání neznámého.
- The Girl Philippa (1916, Dívka Philippa).
- The Dark Star (1917, Temná hvězda).
- The Moonlit Way (1919, Měsíční cesta).
- In Secret (1919).
- The Slayer of Souls (1920, Vrah duší), román založený na povídce Tvůrce měsíců.
- The Little Red Foot (1921), pokračování románu The Hidden Children .
- America (1924).
- Mystery Lady (1925, Tajemná dáma).
- The Happy Parrot (1929, Šťastný papoušek).
- Whistling Cat (1932, Pískající kočka).
- Secret Service Operator 13 (1934, Vyzvědačka číslo 13), špionážní román, vydáno posmrtně.
- Love and the Lieutenant (1935), vydáno posmrtně.
- The Fifth Horseman (1937, Pátý jezdec), vydáno posmrtně.
- Smoke of Battle (1938, Dým bitvy), vydáno posmrtně.

### Knihy pro děti
- Outdoorland (1902).
- Orchard-Land (1903).
- River-Land (1904).
- Forest-Land (1905).
- Mountain-Land (1906).
- Garden-Land (1907).

## Filmové adaptace
- The Reckoning (1908, Odplata), americký němý film, režie D. W. Griffith.
- The Common Law (1916), americký němý film, režie Albert Capellani.
- The Girl Philippa (1916, Dívka Philippa), americký němý film, režie S. Rankin Drew.
- The Hidden Children (1917), americký němý film, režie Oscar Apfel.
- The Fettered Woman (1917), americký němý film podle románu Anne's Bridge, režie Tom Terriss.
- The Woman Between Friends (1918), americký němý film podle románu Between Friends, režie Tom Terriss.
- The Business of Life (1918), americký němý film, režie Tom Terriss.
- The Danger Mark (1918), americký němý film, režie Hugh Ford.
- The Cambric Mask (1918), americký němý film, režie Tom Terriss.
- The Firing Line (1919), americký němý film, režie Charles Maigne.
- The Dark Star (1919, Temná hvězda), americký němý film, režie Allan Dwan.
- The Black Secret (1919), americký němý film podle románu In Secret, režie George B. Seitz.
- The Fighting Chance (1920),americký němý film, režie Charles Maigne.
- Unseen Forces (1920), americký němý film podle románu Athalie, režie Sidney Franklin.
- Cardigan (1922), americký němý film, režie John W. Noble.
- The Common Law (1923), americký němý film, režie George Archainbaud.
- America (1924), americký němý film, režie D. W. Griffith..
- Between Friends (1924), americký němý film, režie J. Stuart Blackton.
- The Common Law (1931), americký film, režie Paul L. Stein.
- Operator 13 (1934), americký film, režie Richard Boleslawski, v hlavních rolích Marion Daviesová a Gary Cooper.
- A Time Out of War (1954), americký film podle povídky The Pickets (1896), režie Denis Sanders.
- The Yellow Sign (2001, Žluté znamení), americký film podle povídky z knihy Král ve žlutém, režie Aaron Vanek.
- Motivy z povídek knihy Král ve žlutém inspirovaly americký televizní seriál True Detective (2014, česky jako Temný případ), režie Cary Joji Fukunaga.

## Česká vydání
- Vyzvědačka číslo 13, Bohumil Janda, Praha 1935, přeložil Jaroslav Štědrý.
- Pod černou vlajkou, Melantrich, Praha 1938, pirátský román ze starých dob, sešitové vydání v edici Rozruch.[4]
- Král ve žlutém, Argo, Praha 2014, přeložil Petr Pálenský.